# القعوده
ال-قاوداه یک منطقهٔ مسکونی در یمن است که در استان حضرموت واقع شده‌است.